# Libelle Tv
Libelle Tv was een digitale televisiezender die gestart is op 15 augustus 2013. De zender was een lifestylezender die in het verlengde lag van het weekblad Libelle. Minder dan 2 jaar later ging de stekker uit de zender.

## Geschiedenis
Op 19 februari 2013 werd de zender officieel voorgesteld aan de pers. Daar werd duidelijk gemaakt dat Libelle Tv start op donderdag 15 augustus 2013. Ook werd er meegedeeld dat Libelle Tv samenwerkt met SBS Sales Belgium voor de verdeling van de reclamerechten. In de maanden die volgden kwam er steeds meer informatie vrij over de programmering. Op 15 augustus 2013 om 8.30 u. startte de zender officieel met de eerste uitzending van De eerste show.
In 2015 werd beslist om het kanaal op 1 juli van dat jaar op te doeken.

## Programma's
- De eerste show
- Zij heeft stijl
- Ilse kookt
- Toeters & bellen
- Flapuit
- Tussen moeders en dochters
- De finishing touch
- Vrouw met een missie
- De Bakmatch
- Leila Bakt
- What's good for you
- Once and Again

## Gezichten
- Els de Schepper
- Ilse Van Hoecke
- Bé De Meyer
- Ilse D'hooge
- Elke Van Mello
- Wim Ballieu
- Kristie Allsopp
- Candice Olson

## Ontvangst
Libelle Tv was te ontvangen via Telenet Digital TV (kanaal 18) en Yelo. Libelle Tv zat niet in het pakket bij Belgacom TV, SNOW en TV Vlaanderen.
Geschiedenis van de Vlaamse televisie